# El volantín
El Volantín es el nombre popular de un álbum homónimo publicado por el grupo musical chileno Los Jaivas en 1971. Es su primer trabajo discográfico formal, aunque las grabaciones que aparecen en el disco La Vorágine son incluso anteriores a esta etapa. Contiene los primeros intentos de composición formal de la banda, aunque la mayoría de los temas son extractos de improvisaciones instrumentales sin letra ni melodía definidos. Permaneció inédito en CD hasta su publicación, de manera remasterizada, en noviembre de 2001.

## Historia
El primer disco oficial de Los Jaivas viene después de una serie de experimentos que se habían sucedido a lo largo de 1969 y 1970. El grupo se encontraba en plena etapa de autodescubrimiento, y, a través de la improvisación musical, buscaba nuevas armonías, que surgieran de manera libre y espontánea, sin atisbos de composición formal. Después de la realización de varios conciertos que se encuentran registrados en la música que aparece en La Vorágine, el grupo entra a grabar este disco a los estudios Splendid de la RCA en Santiago. El disco es autofinanciado y autoproducido, y en extensas sesiones se registran cerca de veinte horas de música, surgida mediante libre improvisación en la instrumentación, acompañada de letras balbuceadas, a menudo con ciertos rasgos melódicos, pero también con completa libertad. El proceso de grabación se compuso de una primera etapa en que los principales instrumentos (batería, piano y bajo) eran grabados de manera simultánea, añadiéndose la voz, la guitarra y los demás instrumentos con posterioridad, registrando las improvisaciones de manera directa en la cinta máster.
La edición de estas veinte horas origina el álbum de poco más de 38 minutos, que Los Jaivas titulan de manera homónima. Sin embargo, su característica portada hace que los conocedores del grupo lo llamen El Volantín para diferenciarlo de los también homónimos trabajos publicados en 1973 y 1975. Aunque en un principio se imprimieron mil carátulas, el financiamiento (conseguido a través de la venta del órgano eléctrico de Eduardo Parra), sólo alcanzó para la edición de quinientos ejemplares del disco, que fueron atesorados por coleccionistas, hasta su reedición en CD el año 2001.

## Contenido
Sólo "Foto de Primera Comunión", en que Gato Alquinta desarrolla algunas líricas basadas en la inocencia quebrantada de la infancia, y "Que o la Tumba Serás", cantada por una variación del Himno Nacional de Chile, tienen algún grado de composición formal y melodía. Temas como "Cacho", en el que se escuchan sólo balbuceos acompañados de sonoridades monotonales de guitarras unidas a instrumentos tradicionales mapuches y "Tamborcito de Milagro" son eminentemente improvisacionales. El tema Bolerito, de apenas unos segundos de duración, es un guiño a sus tiempos de "High and bass" cuando hacían música tropical. El disco no presenta la elaboración y el trabajo concienzudo de preparación de bases sonoras que caracterizaría a Los Jaivas en sus discos futuros, sino que constituye una base para el trabajo posterior de la banda, afianzándolos como músicos en constante búsqueda y aprendizaje, en improvisaciones refrescantes y lúdicas, y en estos días constituye más un documento histórico que un disco con mayores pretensiones en términos creativos y comerciales.

## Datos

### Lista de canciones
- Letra, música y arreglos de todos los temas: Los Jaivas

Lado A
1. "Cacho" – 5:41
2. "La Vaquita" – 7:11
3. "Por Veinticinco Empaná" – 2:59
4. "Tamborcito de Milagro" – 3:56

Lado B
1. "Que o la Tumba Serás" – 3:20
2. "Foto De Primera Comunión" – 6:34
  - Monjes de una abadía del Viejo Mundo: Campanas
3. "Último Día" – 8:25
4. "Bolerito" – 0:25
  - Geraldo Vandré: Voz

### Músicos
Los Jaivas
- Gato Alquinta – Voz solista, Guitarra eléctrica, Guitarra acústica, Flauta dulce, Ocarina, Tumbadoras, Coros
- Mario Mutis – Bajo, Voz, Guitarra acústica, Flauta dulce, Tarka, Tumbadoras, Tamborcito de milagro, Pandereta, Coros
- Gabriel Parra – Batería, Voz en "La Vaquita", Tumbadoras, Cultrún, Caja, Maracas, Cacho, Trutruca, Piano en "Bolerito", Coros
- Claudio Parra – Piano, Piano preparado, Güiro, Rasca de metal, Pandereta, Maracas, Tamborcito, Coros
- Eduardo Parra – Órgano, Bongó, Cultrún, Xilófono, Coros

### Personal
- Ingeniero de grabación: Franz Benko
- Asistente de grabación: Carlos "Rosko" Melo
- Remasterización: Joaquín García
- Diseño carátula: José Miguel Reyes
- Ilustraciones: Verónica Fernández, Eduardo Parra, José Miguel Reyes
- Fotografía interior: Francisco Rivera Scott

### Ediciones
La edición más conocida e importante, aparte de la original, constituye la reedición de 2001, en un CD remasterizado, con los mismos temas reseñados anteriormente, y restaurando el arte de la portada y los dibujos del interior. El disco fue presentado, ejecutando temas como "Foto de Primera Comunión" y "Que o la Tumba Serás" en vivo, durante una gira por Chile en 2001.

## Compilaciones
El tema "Foto de Primera Comunión" está reseñado en Obras Cumbres, editado en 2002, como tema más característico de esta producción. El corto "Bolerito" aparece también en Canción de amor (2005).